# Kiss Me (Happiness單曲)
「Kiss Me」是Happiness的出道・單曲。2011年2月9日由Universal Music發售。

## 概要
- c/w曲「Happy Talk」是Happiness組成最初作的樂曲。

## 收錄曲
CD
1. Kiss Me
作詞・作曲：松尾潔 / 編曲：MAESTRO-T
2. Happy Talk
作詞：矢嶋香織 / 作曲：板垣祐介 / 編曲：近藤隆史
美仕唐納滋 CM歌曲

DVD
1. Kiss Me（MUSIC VIDEO）